# روكسان فيسمبيرج
روكسان فيسمبيرج (بالبرتغالية: Roxane Vaisemberg‏) مواليد 25 يوليو 1989 في ساو باولو، هي لاعبة كرة مضرب برازيلية سابقة بدأت مسيرتها كمحترفة سنة 2004، اعتزلت اللعب في 2013. أعلى تصنيف لها في الفردي كان المركز الـ 236 في سنة 2011. أعلى تصنيف لها في الزوجي كان المركز الـ 162 في سنة 2007.

## روابط خارجية
- روكسان فيسمبيرج على موقع رابطة محترفات التنس (الإنجليزية)
- روكسان فيسمبيرج على موقع الاتحاد الدولي لكرة المضرب (الإنجليزية)
- روكسان فيسمبيرج على موقع خلاصة التنس.كوم (الإنجليزية)